# 신추오 항공
신추오 항공(일본어: 新中央航空株式会社, 영어: New Central Air Corporation)은 도쿄도 조후시에 본사를 두고 있는 일본의 지역 항공사로 1978년 12월 15일에 설립되었으며 조후비행장을 허브 공항으로 사용하고 있다.

## 보유 기종
- 2019년 8월 기준으로 신츄오 항공은 다음과 같은 기종을 보유하고 있다.

## 운항 노선
- 조후비행장 (허브)
- 오시마 공항
- 고즈시마 공항
- 미야케지마 공항
- 니지마 공항

## 같이 보기
- 아이벡스 항공
- 아마쿠사 항공
- 오리엔탈 에어 브릿지
- 후지드림 항공
- 홋카이도 에어 시스템